# Václav Koranda

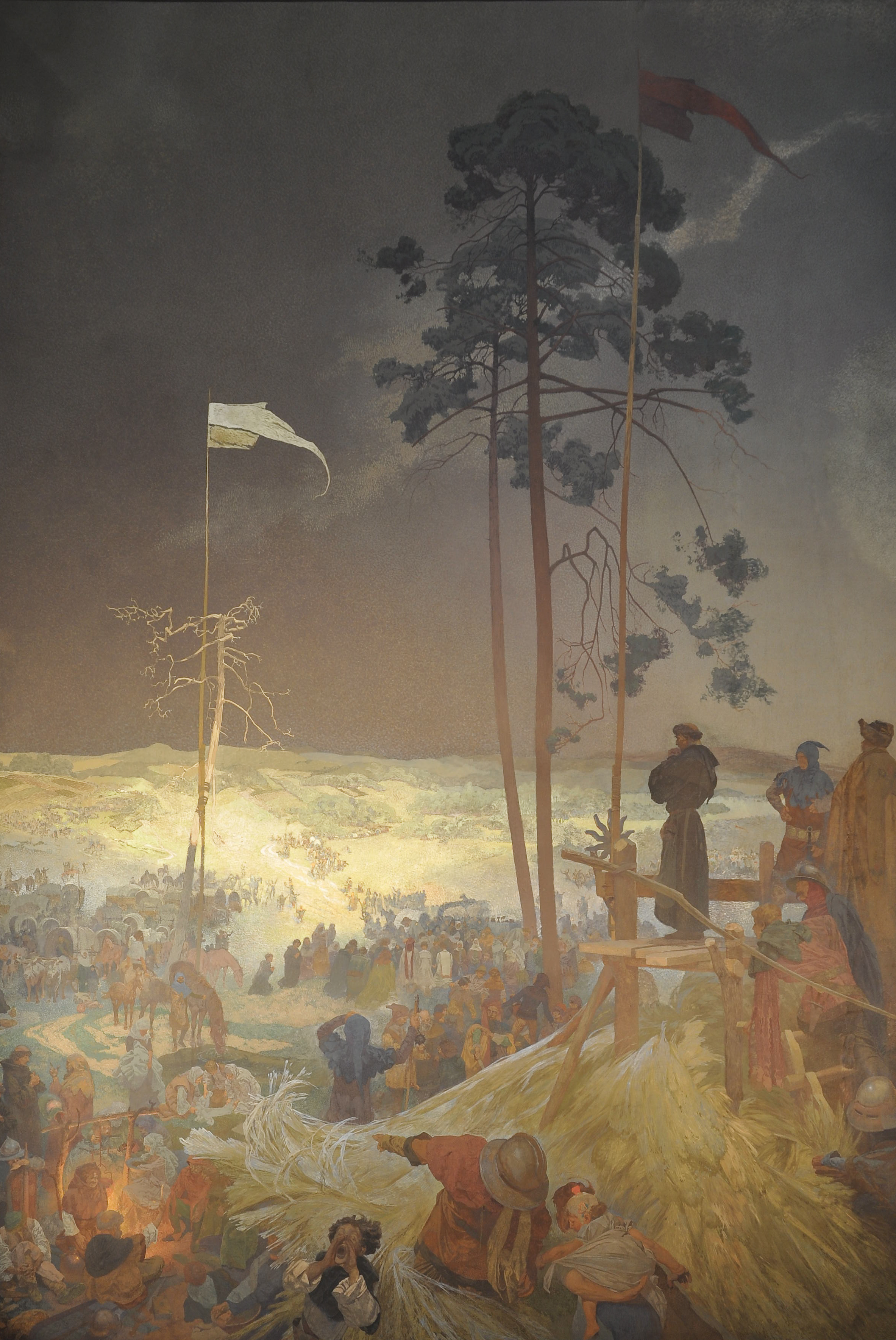
Koranda predigt beim Zusammentreffen der ersten Hussiten (1916, aus dem Slawischen Epos von Alfons Mucha)

Václav Koranda, deutsch Wenzel Koranda (* um 1390 vmtl. in Pilsen; † 1453 in Litice) war ein radikaler hussitischer Geistlicher.

## Leben
Koranda tritt erstmals 1414 als Pfarrer in Pilsen in Erscheinung. In seiner Pfarrei versuchte er bereits die neue reformierte böhmische Kirchenlehre durchzusetzen. 1417 versuchte er nach einem Putsch, die Stadt Pilsen unter der Bezeichnung „Stadt der Sonne“ in einen Gottesstaat zu verwandeln. Pilsen war unter Koranda und einigen weiteren Anführern (z. B. Jan Žižka) in den Jahren 1417 bis 1419 Zentrum des radikalen chiliastischen Hussitentums in Böhmen. So gehörte er neben Johann von Jitschin, Petr Hromádka, Ambros von Grätz und Jan Čapek zum Begründer und Priester des Hussitendorfes in Alttabor. Zusammen mit weiteren führenden Persönlichkeiten der Hussiten organisierte er 1419 eine Wallfahrt von Pilsen nach Křížky in der Nähe von Prag. Dort verkündete er sein radikales Programm über die Errichtung eines Gottesstaates.
1420 verließ der radikale Teil der Hussiten Pilsen und ging nach Tábor. Dort stand Koranda bald dem radikalen Flügel der Bewegung vor. 1422 wurde er von den Rosenbergern inhaftiert, kurz darauf von den Taboriten wieder befreit. Um 1437 übernahm er die geistliche Verwaltung in Saaz, konnte sich aber mit den neuen Verhältnissen nach der Schlacht von Lipan nicht anfreunden. Nach der Eroberung der Taboriten-Bastei durch den späteren König Georg von Podiebrad wurde er 1452 gefangen genommen, nach Prag überführt und dort lange Zeit im Altstädter Rathaus inhaftiert. Seine Lehre wurde verboten. Erst als er 1453 Gehorsam gelobte, wurde er auf die Burg Lititz überführt, die damals im Besitz des Georg von Podiebrad war. Dort starb er kurz darauf.

## Lehre
Während seiner Tätigkeit in Pilsen propagierte Koranda einen Gottesstaat und forderte seine Anhänger auf, anstatt eines Stabes ein „Wallfahrtschwert“ zu führen. Seine Ansichten wurden Grundlage der Lehre der Taboriten. Bei der Versammlung der Geistlichen der Taboriten im Februar 1422 setzte er die Lehre durch, die die Transsubstantiation bestritt.